# Rudňany
Rudňany (bis 1948 slowakisch „Koterbachy“; deutsch Kotterbach, ungarisch Ötösbánya – bis 1902 Kotterbach) ist eine Gemeinde in der Landschaft Zips in der Ostslowakei. Sie liegt im Hnilecké-vrchy-Gebirge, einem nordöstlichen Teil des Slowakischen Erzgebirges, etwa 11 km südöstlich von Spišská Nová Ves entfernt.
Der Ort wurde 1255 erstmals schriftlich als Kuffurbach erwähnt. Im Mittelalter wurden die Metalle Kupfer, Gold sowie Silber auf dem Gemeindegebiet gefördert. In einer zweiten Periode vom 18. bis ins späte 20. Jahrhundert erlebte die Erzförderung in der Gemeinde eine Renaissance.

## Bevölkerung
| Jahr                | 1994 | 2004     | 2014     | 2024     |
| ------------------- | ---- | -------- | -------- | -------- |
| Anzahl der Personen | 2939 | 3432     | 4246     | 5129     |
| Unterschied         |      | +16,77 % | +23,71 % | +20,79 % |

| Jahr                | 2023 | 2024    |
| ------------------- | ---- | ------- |
| Anzahl der Personen | 4999 | 5129    |
| Unterschied         |      | +2,60 % |